# Stanisław Oślizło
Stanisław Oślizło (Wodzisław Śląski, 1937. november 13. –) lengyel válogatott labdarúgó, 57-szeres lengyel válogatott.

## Pályafutása
Pályafutását 1953-ban kezdte az Odra Wodzisław, megfordult a Kolejarz Katowice és a Górnik Radlin csapatánál is. Később a Górnik Zabrze játékosa lett, ahol részese volt a csapat fénykorának, 1970-ben ő volt a csapatkapitány a Manchester City ellen elveszített KEK-döntőnek, máig ez a Górnik Zabrze egyetlen európai érme.

## Sikerei, díjai
Górnik Zabrze
- Kupagyőztesek Európa-kupája (KEK)
  - döntős: 1969–70

## Fordítás
Ez a szócikk részben vagy egészben  a   Stanisław Oślizło című angol Wikipédia-szócikk fordításán alapul.  Az eredeti cikk szerkesztőit annak laptörténete sorolja fel. Ez a jelzés csupán a megfogalmazás eredetét és a szerzői jogokat jelzi, nem szolgál a cikkben szereplő információk forrásmegjelöléseként.